# Bell XP-76
Bell P-76 là tên định danh đề xuất dành cho kiểu sản xuất bắt nguồn từ mẫu máy bay XP-39E, một mẫu thử máy bay tiêm kích 1 động cơ của Hoa Kỳ trong Chiến tranh thế giới II.

## Tính năng kỹ chiến thuật (XP-76)
Đặc điểm tổng quát
- Kíp lái: 1
- Chiều dài: 31 ft 11 in (9,7 m)
- Sải cánh: 35 ft 10 in (10,9 m)
- Chiều cao: ft in (m)
- Diện tích cánh: 236 ft² (21,9 m²)
- Trọng lượng rỗng: 6.936 lb (3.150 kg)
- Trọng lượng cất cánh tối đa: 8.918 lb (4.050 kg)
- Động cơ: 1 ×  Continental I-1430-1, 2.100 hp (1.600 kW)

 Hiệu suất bay 
- Vận tốc cực đại: 386 mph (335 knot, 620 km/h) trên độ cao 21.680 ft (6.600 m)
- Vận tốc lên cao: 2.150 ft/phút (11 m/s)

Trang bị vũ khí

- Súng: 

  - 1× pháo 37 mm (1.46 in) Oldsmobile T9
  - 2× súng máy M2 Browning 0.50 in (12,7 mm)
  - 4× súng máy M1919 0.30 in (7,62 mm)
- Bom: 500 lb (227 kg)